# Citerne
Citerne település Franciaországban, Somme megyében. Lakosainak száma 245 fő (2022. január 1.). Citerne Frucourt, Wiry-au-Mont, Woirel, Forceville-en-Vimeu, Hallencourt, Mérélessart, Neuville-au-Bois és Vaux-Marquenneville községekkel határos.

## Népesség
A település népességének változása:
| Lakosok száma | 268  | 251  | 248  | 238  | 238  | 243  | 247  | 246  | 245  |
|               | 2013 | 2015 | 2016 | 2017 | 2018 | 2019 | 2020 | 2021 | 2022 |